# Sestiere
A sestiere (a. m. hatod) egyes itáliai városok hatos területi felosztását jelöli. Legismertebbek közé tartoznak Velence, Genova és Rapallo sestieréi. Velencei nyelven sestièrnek nevezik ezt a felosztást. Az egykor Velencéhez tartozott Kréta szigetén is a városokban találhatóak voltak sestièr felosztású kerületek.
Hasonlóan más itáliai városokban elterjedtek a quartiere (negyed), a terziere (hármas) és a rione (számhoz nem köthető) kerületi felosztások. Ezek többnyire történelmi jelentőségűek, ma már általában nem bírnak közigazgatási jelentőséggel.